# نچی (انتیوکیا)
نچی (انتیوکیا) (به اسپانیایی: Nechí) یک سکونتگاه مسکونی در کلمبیا است که در Bajo Cauca Antioquia Subregion واقع شده‌است.